# Himantia
Himantia es un género de hongo de la familia de setas de Physalacriaceae.